# Sam Sary
Sam Sary (em quemer: សម សារី; 6 de março de 1917 – final de 1962) foi um político cambojano que participou da chamada Conspiração de Bangkok contra o príncipe Norodom Sihanouk. Era filho de Sam Nhean, um político proeminente na década de 1940, e pai de Sam Rainsy, o líder do principal partido de oposição do Camboja. Ele era um confidente próximo do então príncipe Norodom Sihanouk, mas teve um desentendimento com o príncipe quando foi exposto em corrupção, vendendo licenças de importação e uma segunda vez durante seu mandato como embaixador cambojano em Londres em 1958, por espancar sua serva grávida. Foi acusado de tê-la agredido tão violentamente que ela escapou para a proteção da polícia de Londres. O escândalo virou manchete nos tabloides londrinos e ele foi chamado de volta ao Camboja e destituído de todas as suas funções. Desapareceu misteriosamente em 1962.